# Konrad Sweynheym
Konrad Sweynheym (deutsch: Konrad Schweinheim; † vor dem 24. Juli 1476 in Rom) war ein Inkunabeldrucker. Gemeinsam mit Arnold Pannartz brachte er die Technik des Buchdrucks mit beweglichen Lettern nach Italien. Zahlreiche Erstausgaben antiker Texte, gedruckt in einer Vor- oder Frühform der Antiqua, entstanden in ihren Werkstätten in Subiaco und Rom.

## In Subiaco
Wer die beiden Drucker in das Benediktinerkloster Santa Scolastica in Subiaco berief, ist den Quellen nicht eindeutig zu entnehmen und in der Forschung umstritten. Als mögliche Kandidaten wurden Nikolaus von Kues und der Kommendatarabt des Klosters, Juan de Torquemada, gehandelt. Auch der Konvent selbst könnte eine Rolle gespielt haben, viele seiner Mönche stammten nicht aus Italien, sondern von jenseits der Alpen.
Vom ersten Druck in Subiaco, einem Donat für Kinder, hat sich kein Exemplar erhalten. Die drei erhaltenen Titel aus Subiaco, Ciceros De oratore, die damals bekannten Werke des Lactantius und Augustinus’ De civitate Dei zeigen bereits Charakteristika, die auch spätere Werke aus der Offizin von Sweynheym und Pannartz kaum verändert erkennen lassen: Ein hoher Anteil von Erstausgaben klassischer und patristischer Texte in relativ großem Format und in einer an Humanistenhandschriften orientierten Type, einer Vor- oder Frühform der Antiqua, gedruckt. Möglichst vollständige gesammelte Werke, wie die des Lactantius, erschienen auch von anderen Autoren in der römischen Schaffensperiode der beiden Drucker. Die in Subiaco entstandene Ausgabe des Lactantius ist auch der erste Druck, der mit einem mehr oder weniger vollständigen griechischen Alphabet gedruckte längere Zitate enthält.

## In Rom
Vermutlich im Sommer oder Herbst 1467 begannen Sweynheym und Pannartz am römischen Campo de’ Fiori in einem Gebäude, welches Francesco und Pietro Massimo gehörte, zu drucken, beginnend mit De civitate Dei. Als Korrektor arbeitete nun Giovanni Andrea Bussi in ihrer Offizin. Er besorgte die Druckvorlagen, verfasste Einleitungen und Widmungsbriefe und bestimmte das Verlagsprogramm maßgeblich mit. Wenn in den Vorreden vom Einfluss der beiden Drucker auf die Textauswahl die Rede ist, ging es üblicherweise um wirtschaftliche Erwägungen. So baten diese, als 1471 ihr Nachschub an besonders großformatigem Papier ausgegangen war, Bussi um einen Text der für einen Druck in kleinerem Format geeignet sei, damit die Pressen nicht ungenutzt blieben.
Im Dezember 1469 erbat und erhielt der Laie Konrad Sweynheym „für die Pfarrkirche St. Michael in Sweinheym Magunt. dioc.“ einen mehrjährigen Ablass, was bei seiner sozialen Stellung auf besondere Leistungen oder Nähe zur Kurie hinweist.
Im März 1472 veröffentlichten Sweynheym und Pannartz den fünften Band des Bibelkommentars des Nikolaus von Lyra. Im Widmungsbrief zu diesem Band wies Bussi den Papst Sixtus IV. auf die finanzielle Notlage hin, in welcher die Drucker sich befänden, und bat um Unterstützung. Große Summen Geldes waren für Papier und Druck aufzuwenden, nur Teile der gedruckten Auflage dieses und der vorhergehenden Werke konnten sogleich verkauft werden. Anfang der 1470er Jahre kam es im Druckgewerbe Italiens, vor allem Venedigs und Roms, allgemein zu einer Überproduktions- und Absatzkrise. Auch Sweynheym und Pannartz standen vermutlich vor dem Bankrott.
Konkreter als der Widmungsbrief waren die in einer Supplik an Sixtus IV. gerichteten Wünsche; unter dem frühestmöglichen Datum in seinem Pontifikat, dem 1. Januar 1472, erhielten Sweynheym und Pannartz, beide nun Kleriker, Anwartschaften für freiwerdende Pfründen beliebiger Kollatoren gewährt, wie auch einige weitere römische Drucker zum gleichen Datum. Nach der erwähnten Vorrede vom März 1472 ist keine direkter Einfluss Bussis auf die Geschäfte der beiden Drucker mehr nachweisbar, er war nun als päpstlicher Bibliothekar tätig.
Ende Mai 1472 bat Sweynheym um eine Vikarie im Speyerer Dom, verzichtete wenige Tage später jedoch zugunsten eines Speyerer Klerikers, dem er bald darauf bei der Resignation einer weiteren Pfründe behilflich war, auf diesen Anspruch. Im Oktober des gleichen Jahres bat er um eine Pfarrpfründe in Jeserik, Bistum Brandenburg. Damit war für Sweynheym wohl nicht die Absicht verbunden, Pfarrer zu werden, sondern der Wunsch nach finanzieller Absicherung im riskanten Geschäft des Büchermachens.

Karte aus der 1478 gedruckten Ausgabe der Cosmographia des Claudius Ptolemäus

Die nach 1472 durch Sweynheym und Pannartz gedruckten Bücher verraten ein im Vergleich zu den vorangegangenen Jahren vorsichtigeres Vorgehen. Die Bücher wurden nun überwiegend in etwas kleinerem Format gedruckt und weniger umfangreiche Titel, mitunter erkennbar mit Blick auf leichtere Verkäuflichkeit, ausgewählt. Die Partnerschaft der beiden wurde irgendwann nach dem 7. Mai 1473, dieses Datum trägt der letzte gemeinsame Druck, wohl aus finanziellen Gründen aufgelöst.
Nach der Trennung von Pannartz arbeitete Sweynheym an dem, durch die in Kupfer gestochenen Karten besonders aufwendigen, Druck der Cosmographia des Claudius Ptolemäus, Herausgeber war Domizio Calderini. Das Werk wurde im Oktober 1478 von Arnold Bucking vollendet.
Sweynheyms Grabstätte befindet sich in der römischen Kirche San Pietro in Vincoli. Am 24. Juli 1476 bat ein Kleriker um die durch den Tod Sweynheyms freigewordene Pfründe am Stift St. Viktor vor Mainz, welche dieser seit 1474 innegehabt hatte. Johannes Gutenberg, der Erfinder der Buchdruckerkunst, hatte bis zu seinem Tod 1468 der Bruderschaft an diesem Stift angehört.